# Frölunda IBK
Frölunda IBK (Frölunda Innebandyklubb) är en innenbandyklubb från Västra Frölunda i Göteborg. Klubben bedriver såväl junior- som seniorverksamhet. Frölunda IBK har två seniorlag på herrsidan, som för tillfället (2022) spelar i Division 2 respektive Division 5 i Västsvenska IBF. På damsidan finns ett motionslag. Verksamheten bedrivs bland annat i Frölunda kulturhus och Skytteskolan. 

## Björnslaget
Frölunda IBK anordnar sedan 1988 varje år turneringen Björnslaget i början av september. Varje år deltar ca 70-100 lag från framför allt Sverige, men även Norge och Danmark.